# فیزوله
فیزوله (به ایتالیایی: Fiesole) یک کومونه در ایتالیا است که در استان فلورانس واقع شده‌است.

## خصوصیات
فیزوله ۴۲ کیلومترمربع مساحت و ۱۴٬۱۱۳ نفر جمعیت دارد و ۲۹۵ متر بالاتر از سطح دریا واقع شده‌است.

## خواهرخوانده
شهر توسان خواهرخواندهٔ فیزوله هست.